# Joseph-Eugène Limoges
Joseph-Eugène Limoges (* 16. November 1879 in Sainte-Scholastique, Québec; † 1. März 1965 in Sainte-Agathe-des-Monts) war ein kanadischer Geistlicher und römisch-katholischer Bischof von Mont-Laurier.

## Leben
Joseph-Eugène Limoges besuchte das Collège Saint-Laurent, bevor er 1899 das Studium der Philosophie und Katholischen Theologie begann. Er empfing am 20. Dezember 1902 das Sakrament der Priesterweihe. Anschließend war Limoges als Pfarrvikar in Montcerf tätig. 1918 wurde er Pfarrer der Pfarrei Saint-Jovite.
Am 11. September 1922 ernannte ihn Papst Pius XI. zum Bischof von Mont-Laurier. Der Erzbischof von Ottawa, Joseph-Médard Émard, spendete ihm am 30. November desselben Jahres die Bischofsweihe; Mitkonsekratoren waren der Bischof von Joliette, Joseph-Guillaume-Laurent Forbes, und der Bischof von Pembroke, Patrick Thomas Ryan. Papst Pius XII. verlieh ihm am 24. Oktober 1957 den persönlichen Titel eines Erzbischofs.
Sein Grab befindet sich in der Kathedrale Notre-Dame-de-Fourvière in Mont-Laurier.